# 紀谷文樹
紀谷 文樹（きや ふみとし、1938年 - ） は、日本の建築学者。東京工業大学名誉教授。元社団法人空気調和・衛生工学会会長。社団法人日本建築設備診断機構名誉会長。

## 人物・経歴
埼玉県生まれ。1963年東京工業大学理工学部卒業。1965年東京工業大学大学院理工学研究科修士課程修了。1971年東京工業大学より工学博士の学位を取得。1978年武蔵工業大学工学部建築学科教授。1988年東京工業大学工学部建築学科教授。1997年空気調和・衛生工学会副会長。1998年空気調和・衛生工学会会長。1999年神奈川大学工学部建築学科教授、東京工業大学名誉教授。2008年日本建築設備診断機構会長。2019年日本建築設備診断機構名誉会長。

## 著作
- 『給水設備の負荷設計』井上書院 1978年
- 『設備設計演習』理工図書 1980年
- 『地域的・建築的特性を考慮した水利用環境に関する研究』武蔵工業大学 1980
- 『給排水の配管計画 : ワンポイント=建築技術』井上書院 1982年
- 『井上・建築設備辞典』井上書院 1984年
- 『建物をめぐる水の話』井上書院 1986年
- 『暮らしをささえる水』彰国社 1987年
- 『建築環境設備学』彰国社 1988年
- 『現代建築設備』オーム社 1990年
- 『都市をめぐる水の話』井上書院 1992年
- 『建築設備実用語辞典』井上書院 1994年
- 『建築設備』朝倉書店 1995年
- 『建築給排水衛生設備分野における研究論文の分類・評価とデータベースの構築』神奈川大学 2000年
- 『建築設備ハンドブック』朝倉書店 2010年